# Bangunjaya (Cigudeg)
Bangunjaya is een bestuurslaag in het regentschap Bogor van de provincie West-Java, Indonesië. Bangunjaya telt 8558 inwoners (volkstelling 2010).